# Ancistrus claro
Ancistrus claro  (лат.) — вид лучепёрых рыб из семейства кольчужных сомов (Loricariidae), аквариумная рыбка.

## Описание
По внешнему виду — миниатюрный вариант голубого сомика-анцистра (до 7—8 см) со слегка отличающейся окраской.

## Ареал
Ареал в природе: бассейн реки Куиаба (Cuiabá River) в верховьях реки Парагвай, в Южной Америке.